# Paratettix heteropus
Paratettix heteropus är en insektsart som beskrevs av Bolívar, I. 1896. Paratettix heteropus ingår i släktet Paratettix och familjen torngräshoppor. Inga underarter finns listade i Catalogue of Life.